# Роки-Маунт (Северная Каролина)
Роки-Маунт (англ. Rocky Mount) — город в Северной Каролине, находится в округах Наш и Эджком. В 2007 году в городе проживало 56 844 человека. Расположен к северу от города Уилсон и на восток от столицы штата Роли. Первое поселение здесь появилось в 1816 году, в 1867 году Роки-Маунт стал городом.
Стоит на реке Тар.

### Религия

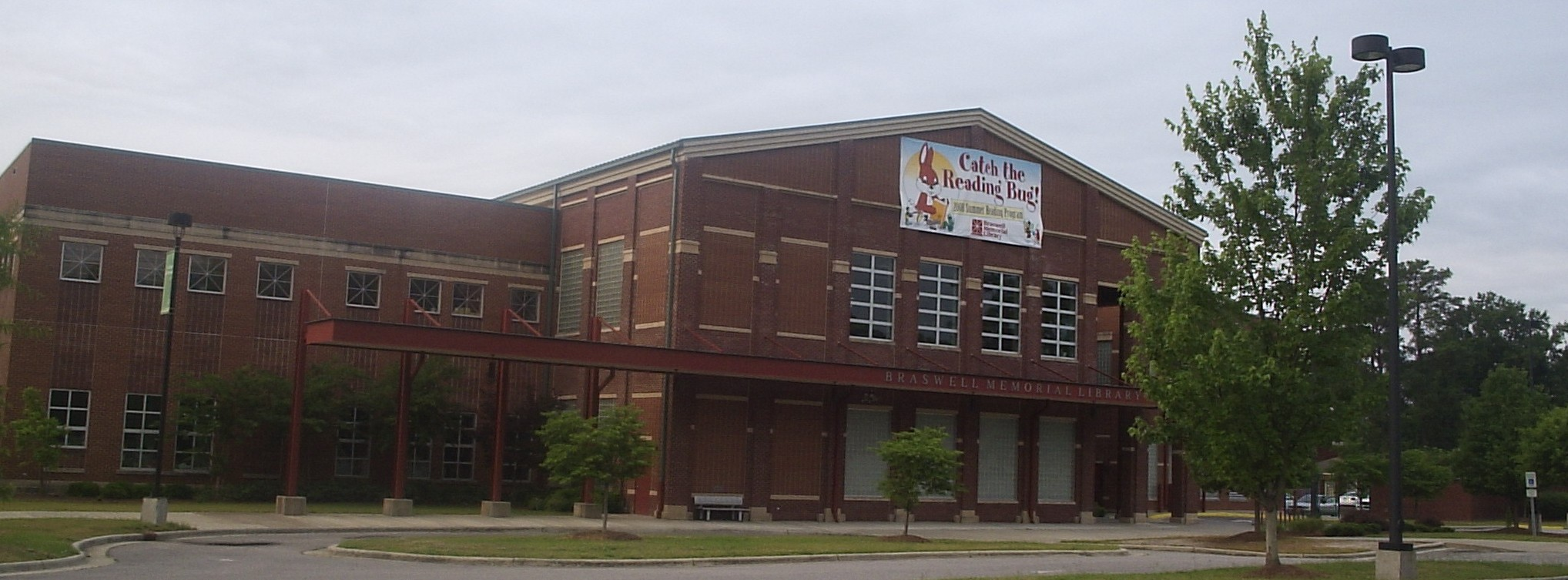
Роки-Маунт. Городская библиотека.